# Березняківська вулиця (Київ, хутір Березняки)
Березнякі́вська ву́лиця — зникла вулиця, що існувала в Дніпровському районі (на той час — Дарницькому) міста Києва, хутір Березняки. Пролягала від Розливної вулиці до залізниці. 
Прилучався Березняківський провулок.

## Історія
Виникла в 1-й чверті XX століття, мала назву вулиця Шевченка. Назву Березняківська вулиця набула 1955 року.
Стара забудова вулиці була знесена в середині 1960-х років під час спорудження житлового масиву Березняки. 
У 1967 році на масиві Березняки Безіменна вулиця отримала назву Березняківська.